# 만져만 봅시다
"만져만 봅시다"는 한국에서 제작된 김기풍 감독의 1966년 영화이다. 김희갑 등이 주연으로 출연하였고 주동진 등이 제작에 참여하였다.

## 출연

### 주연
- 김희갑
- 구봉서
- 이대엽
- 서영춘
- 강부자

## 기타
- 조명: 정수명
- 미술: 홍성칠